# Notodon
Notodon là một chi thực vật có hoa trong họ Đậu.